# Cloé Lacasse
Cloé Lacasse (Sudbury, 7 luglio 1993) è una calciatrice canadese con cittadinanza islandese, attaccante dello Utah Royals e della nazionale canadese.

## Biografia
Lacasse è nata e cresciuta a Sudbury, in Ontario. Dopo essersi trasferita in Islanda per continuare l'attività agonistica, nel 2017 Lacasse ha iniziato a inoltrare la domanda per ottenere la cittadinanza islandese, e, nel giugno 2019, la Judicial Affairs and Education Committee ha raccomandato che le fosse conferita la cittadinanza islandese. Il 19 giugno ha ricevuto la cittadinanza islandese anche se non ha ricevuto immediatamente l'autorizzazione dalla FIFA per giocare con la squadra nazionale.

## Carriera

### Calcio universitario
Lacasse ha giocato a calcio al college per l'Università dello Iowa ed è stata la capocannoniera delle scuole durante tutte le sue quattro stagioni. È stata una selezione All-Big Ten della prima squadra nel 2013 e 2014 e una premiata in tutte le regioni della prima squadra NSCAA come senior.

### Club
Lacasse ha iniziato la sua carriera professionale nel 2015, siglando un accordo con l'ÍBV Vestmannæyja per disputare l'Úrvalsdeild kvenna, livello di vertice del campionato islandese, debuttando in campionato il 14 maggio, nell'incontro pareggiato in trasferta per 1-1 con le avversaie del Þór/KA.
Rimasta legata alla società di Vestmannaeyjar anche negli anni successivi, al termine della stagione 2017 ha vinto la Coppa d'Islanda. È stata una delle migliori giocatrici del campionato durante la stagione 2018, segnando 10 gol in 17 partite.
Il 19 luglio 2019, Lacasse ha firmato un contratto biennale con il club portoghese del Benfica nel Campeonato Nacional..
Nel 2023 diventa una giocatrice dell'Arsenal, approdando nel campionato inglese. Ha giocato all'Arsenal per la sola stagione 2023-24, conclusa col terzo posto in classifica e la vittoria della FA Women's League Cup. A metà agosto 2024 si è trasferita allo Utah Royals, franchigia statunitense, partecipante alla NWSL, il principale campionato professionistico statunitense.

### Nazionale
Dopo aver ricevuto la cittadinanza islandese nel giugno 2019, il commissario tecnico della nazionale islandese, Jón Þór Hauksson, ha dichiarato che sarebbe stata presa in considerazione per una convocazione per le prossime partite della squadra. Nel luglio 2020 tuttavia il tecnico ha rivelato che Lacasse non ha rispettato le regole della FIFA per essere eleggibile per la squadra nazionale, ma la Federcalcio islandese stava lavorando con lei su tale questione.

## Palmarès

### Club
- Coppa d'Islanda: 1

ÍBV Vestmannæyja: 2017
- Supercoppa del Portogallo femminile: 2

Benfica: 2019, 2022
- Coppa del Portogallo femminile: 2

Benfica: 2020, 2022
- Campionato portoghese: 3

Benfica: 2020-2021, 2021-2022, 2022-2023
- FA Women's League Cup: 1

Arsenal: 2023-2024
- Coppa di Lega portoghese: 3

Benfica: 2019-2020, 2020-2021, 2022-2023